# Max Reimann (Schauspieler, 1875)

Das Neue Theater

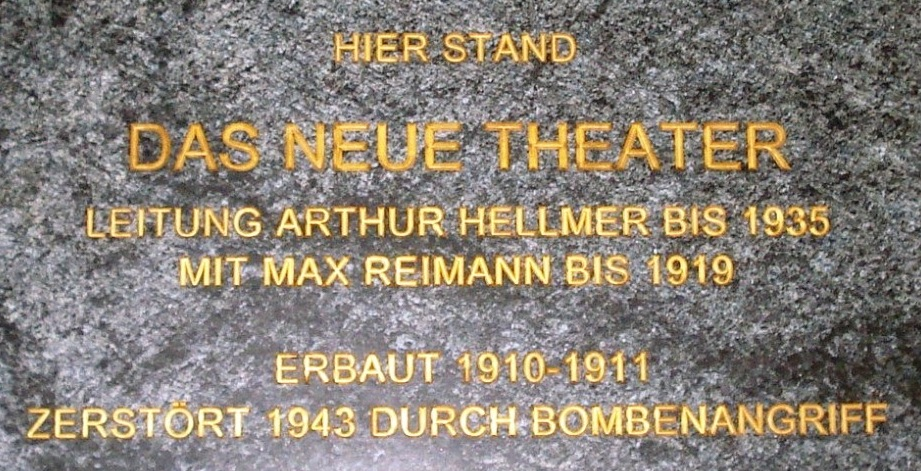
Erinnerungstafel an das Neue Theater in Frankfurt mit Nennung von Reimann

Max Reimann (* 23. März 1875 in Danzig; † 30. März 1943 in Berlin) war ein deutscher Schauspieler und Autor.

## Leben
Sein erstes Engagement erhielt er 1895 am Thalia Theater (Hamburg); Reimann wechselte nach verschiedenen Stationen 1901 an das Schauspiel Frankfurt, wo er Arthur Hellmer kennenlernte. Als Hellmer 1911 das Neue Theater (Frankfurt am Main) gründete, wechselte er dorthin. 1921 ging Max Reimann nach Nürnberg. Später betätigte er sich auch als Autor.

## Theaterstücke
- Familie Hannemann (mit Otto Schwartz)
- Das Glücksmädel (mit Otto Schwartz)
- Der Sprung in die Ehe (mit Otto Schwartz)
- Willis Frau (mit Otto Schwartz)
- Die Königin der Luft (Gesangsposse, mit Otto Schwartz)

## Verfilmungen
- 1932: Paprika (nach Der Sprung in die Ehe), auch in französischer und italienischer Version gedreht
- 1935: Der Murrkopf (nach Willis Frau)
- 1936: Drei tolle Tage (nach Familie Hannemann)
- 1953: Tante Jutta aus Kalkutta (nach Familie Hannemann)
- 1954: Das Glücksmädel (Fernsehübertragung aus dem Millowitsch-Theater)
- 1959: Paprika (nach Der Sprung in die Ehe)
- 1984: Das Glücksmädel (Fernsehaufzeichnung aus dem Millowitsch-Theater)